# Ordine di Vitéz
L'Ordine di Vitéz (in ungherese Vitézi Rend) è un ordine al merito dell'Ungheria fondato nel 1920, conferito come onorificenza dal 1920 fino al 1944 dal regno d'Ungheria; continua oggi come ordine semi-indipendente sotto la guida del capitano generale vitéz József Károly von Habsburg.
L'ordine di Vitéz ha vari successori; il più importante, il "Vitézi Rend", è sotto la guida del capitano generale vitéz József Károly von Habsburg, ed è riconosciuto dalla commissione internazionale degli ordini cavallereschi come una "Istituzione di stampo cavalleresco"; essendo la guida di casa Asburgo divenuta ereditaria, l’ordine è oggi considerabile, de facto, un ordine dinastico del ramo palatino degli Asburgo (Palatino d'Ungheria) pur rimanendo, de iure, un ordine semi-indipendente.
La circolare n. 022/80926 del 6 marzo 2009 del Ministero degli affari esteri, riguardo all’autorizzabilità degli Ordini non nazionali sul suolo italiano, cita direttamente l’Ordine con le seguenti conclusioni:
   “Non si ritiene opportuno allargare l’autorizzabilità al fregio nel territorio italiano a quelle istituzioni cavalleresche non nazionali che, pur risultando legittimate da un punto di vista dinastico-cavalleresco nei rispettivi Paesi di origine, non presentino però alcuna radice o collegamento storico con l’Italia (come ad esempio l’Ordine di N.S. di Villaviciosa del Portogallo, l’Ordine di Danilo I del Montenegro, l’Ordine del Dragone di Annam del Vietnam, l’Ordine Vitezi Rend dell’Ungheria, ed altri)”.
Riconoscendo, ossia, la legittimità della Fons honorum dell’Ordine di Vitéz, pur non concedendogli l’autorizzazione all’uso sul suolo nazionale.

## Nome
La parola ungherese "Vitéz" ha origine nello slavo medievale e significa "valoroso", "coraggioso" o "cavaliere".

## Nascita dell’Ordine
Dopo la pace del Trattato del Trianon, con la quale il ramo imperiale degli Asburgo fu bandito dall'Ungheria, una assemblea costituzionale decise di tornare al sistema monarchico nominando come reggente il Vice-Ammiraglio Miklós Horthy. Quest'ultimo fu promotore di una riforma agraria per rilanciare il settore da realizzarsi donando degli appezzamenti terrieri ai veterani del conflitto mondiale dimostratisi più valorosi sul campo di battaglia. In questo modo i soldati potevano essere premiati per le proprie gesta incentivando al contempo la ripresa economica.
L'Ordine di Vitéz venne creato con il Decreto numero 6650 del 1920 (6650/1920 M.E. Secondo l'uso Ungherese) e fu incluso come paragrafo n° 77 in negli atti della riforma agraria. L’ordine, de facto, fu una alternativa alla concessione di titoli nobiliari, cosa che non rientrava nei poteri di Horthy; essendo infatti solo il reggente del regno d'Ungheria, non aveva il potere di conferire titoli nobiliari.
Il titolo di Vitéz fungeva dunque da onorificenza ed aveva valore legale. Il governo infatti diede ai membri dell'ordine un appezzamento di terreno, formando un nuovo ceto di piccoli e medi proprietari terrieri. Seguendo la definizione di Viktor Karady, "I suoi membri fungevano da Gentry".
L'ammissione all'ordine si basava esclusivamente su i meriti militari e sul numero di medaglie vinte. I requisiti d'ammissione variavano in base al grado del soldato, richiedendo medaglie man mano più importanti (ad esempio nella seconda guerra mondiale il requisito minimo era la medaglia di bronzo al valore per i soldati, mentre quella d'argento per gli ufficiali).
I membri ricevevano una placca con lo stemma dell'ordine ed il diritto di usare il titolo di Vitéz davanti al proprio cognome (che in ungherese va posto prima del nome). L'ammissione all'ordine conferiva al nuovo membro anche un appezzamento di terreno di poco più di 40 "Lotti catastali" agli ufficiali, e di 8 "Lotti catastali" ai soldati comuni. L'Ordine di Vitéz aveva carattere ereditario, ed i diritti da esso concessi (titolo, placca, appezzamento) erano destinati a passare dal padre al figlio maggiore. Horthy fu, de facto, il primo membro dell'ordine in quanto suo Capitano Generale (Főkapitány) e fondatore. Nel 1920, l'ex reggente Giuseppe Augusto d'Asburgo-Lorena (Palatino d'ungheria e reggente tra il 1918-1919) divenne il primo membro ufficiale dell'ordine di Vitéz, marcando il profondo legame tra l'ordine ed i Palatini d'Ungheria.

## Seconda guerra mondiale, ambiguità e contrasti nell’Ordine
Nell'Ottobre del 1944, il Dipartimento di Stato degli Stati Uniti d'America classificò l'Ordine come organizzazione sotto il controllo Nazista. Secondo lo storico ungherese George Deák, l'Ordine di Vitéz ebbe una natura controversa ed ambigua negli anni della guerra: l'Antisemitismo era un sentimento condiviso tra molti e così anche all'interno dell’Ordine, il quale tuttavia non aveva una natura esplicitamente antisemita. Per esempio, il ministro degli interni (salito al potere dopo la deposizione di Horthy per mano nazista) László Endre, dichiaratamente antisemita ed attivo collaborazionista con i nazisti durante la guerra, che aiutò volentieri Adolf Eichmann a deportare più di 400,000 ebrei ungheresi tra maggio e luglio del 1944, fu un "fiero membro dell'Ordine" secondo Deák. László Ferenczy, un tenente colonnello della gendarmeria ungherese che lavorò sotto Endre nello stabilimento di ghetti e più tardi nella deportazione degli ebrei nel 1944 nella piena coscienza di quanto accadeva ad Auschwitz, fu anch'esso un "fiero membro dell’ordine" secondo Deák.. La maggior parte degli immobili di proprietà degli ebrei che furono deportati dopo l'occupazione tedesca dell'Ungheria andarono ad organizzazioni collaborazioniste a sostegno del regime, tra cui l'Ordine di Vitéz ed alcuni dei suoi membri.
Tuttavia, lo storico ungherese Róbert Kerepeszki evidenzia che ci furono discrepanze nell'Ordine durante la guerra per quanto riguarda il nazismo, e molti membri morirono combattendo i nazisti ungheresi. Il più famoso tra di essi fu il Vitéz Vilmos Nagy de Nagybaczon, che ottenne il titolo di Giusto tra le nazioni per aver salvato vari ebrei. Il Colonnello Vitéz Ferenc Koszorus dispiegò le sue truppe per fermare la deportazione, permettendo così a circa 250,000 ebrei concentrati a Budapest di scappare. Miklós Horthy Jr. stesso, figlio del reggente, fu un Vitéz fortemente anti-nazista e condusse negoziazioni con gli Alleati, motivo per cui fu deportato ad un campo di concentramento. Il Colonnello generale Vitéz Gábor Faragho ed il Colonnello generale Vitéz Béla Miklós si unirono alle forze sovietiche dopo la deposizione del reggente Horthy per mano delle Croci Frecciate poiché questo tentò di negoziare con gli alleati. Il Tenente colonnello Vitéz Oszkár Variházy combatté contro i nazisti durante l'Assedio di Budapest a fianco dell'armata rossa. il Tenente generale Vitéz Szilárd Bakay venne deportato ad un campo di concentramento per il supporto offerto a Horthy durante il tentato armistizio con gli alleati. Vitéz Lajos Keresztes-Fischer e suo fratello Vitéz Ferenc Keresztes-Fischer furono deportati in un campo di concentramento per i loro orientamenti antinazisti.
Dopo la deposizione di Horthy, Vitéz Igmándy-Hegyessy Géza, il secondo in comando dell’Ordine, ne sospese ogni attività per dimostrare che l’Ordine di Vitéz non cooperava con le Croci Frecciate. Anche lui venne deportato in un campo di concentramento. Ciò ci mostra una forte varietà di posizioni all'interno dell'Ordine, con membri fortemente favorevoli alle politiche naziste ed altri che si opposero con forza a ciò, pagando talvolta la loro scelta con la reclusione in campi di concentramento da parte dei nazisti. L'Ordine di Vitéz nasce infatti come onorificenza per ricompensare gli atti eroici nella Prima guerra mondiale basandosi su cerimoniali caratteristici della cavalleria (l’investitura dei membri con la spada) e della nobiltà (ereditarietà del titolo e della terra), privo quindi di una natura antisemita e nazista anche se certamente forte di ideologie nazionaliste alimentate dalle forti perdite territoriali subite nella guerra mondiale dalla Grande Ungheria. Le forti discrepanze ideologiche tra i membri al suo interno sono quindi specchio di quelle vigenti nella società ungherese stessa del periodo.
Perfino "un piccolo quantitativo di ebrei benestanti erano affiliati all'Ordine" pur non essendone membri in via ufficiale, essendo stati gli ebrei esclusi dalla possibilità di aderirvi con le leggi razziali del 1938.
Durante l'armistizio firmato con gli alleati dal governo provvisorio dell'Ungheria (Ideiglenes Nemzeti Kormány), nato nelle aree liberate del paese dal controllo nazista, il governo si apprestò "a dissolvere immediatamente tutte le organizzazioni militari e paramilitari in favore delle politiche naziste di Hitler come tutte quelle che conducono propaganda ostile alle Nazioni Unite ed a non tollerare in futuro simili organizzazioni". L'Ordine di Vitéz rientrò tra questi.
Il paragrafo 1 dello "statuto IV del 1947 riguardante l’abolizione di certi titoli e ranghi” dichiarò la abolizione dei titoli nobiliari ed il paragrafo 3 vietava specificatamente il titolo di Vitéz.
Il Dipartimento di Stato degli Stati Uniti d'America incluse l'Ordine di Vitéz nella sezione dedicata alle organizzazioni "sotto il controllo della Germania nazista" assieme al Partito delle Croci Frecciate, con il quale come sopra indicato evitò spesso la cooperazione, o ad esempio la polizia francese del periodo, cosa che mostra la varietà di gruppi rientranti in questa categoria.

## La continuità dell'Ordine di Vitéz
Dopo la Seconda guerra mondiale, un gruppo di veterani e membri originari dell'ordine che ricevettero l'investitura da Horty, iniziarono a lavorare alla restaurazione in esilio dell'Ordine. Oggi vari gruppi si considerano l'originale Ordine di Vitéz e si sfregiano della placca, la maggior parte era in origine parte dell'ordine riconosciuto dall'I.C.O.C (Vitézi Rend) ma si sono separati nel corso degli anni formando gruppi separatisti che si considerano gli unici legittimi. Dopo varie unioni dei gruppi separatisti nel 2011 oggi i gruppi principali sono il "Történelmi Vitézi Rend", il "Vitézi Rend egyesület” e il "Vitézi Rend" riconosciuto dall'I.C.O.C. sotto la guida dei palatini. Tutti questi gruppi sono legalmente associazioni private.
Il più importante tra questi è il Vitézi Rend sotto la guida dei palatini. L'Ordine continuò ad esistere sotto la guida di Horty anche dopo il suo esilio fino alla sua morte, dopo la quale il secondo Capitano Generale, fù Giuseppe Augusto d'Asburgo-Lorena, il primo membro dell’ordine e Palatino d'Ungheria, nonché reggente prima di Horthy. Nel 1977 divenne Capitano Generale dell'ordine l’Arciduca Giuseppe Arpád d'Asburgo-Lorena, nipote di Giuseppe Augusto, fino alla sua morte nel 2017. Con la sua elezione l'Ordine decise di legarsi a casa Asburgo rendendo ereditaria la dignità di Capitano Generale che da allora doveva passare al primogenito del ramo palatino degli Asburgo, codificando così la successione del più importante ruolo dell'ordine. Oggi il Capitano Generale è l'Arciduca Carlo Giuseppe (Josef Karl) di Asburgo-Lorena, il quale, essendo alla guida dell'Ordine garantisce la serietà del suddetto Vitézi Rend. In questo modo l'Ordine, pur mantenendo lo stato di semi-indipendente, è entrato nell'orbita del ramo palatino degli Asburgo diventando, de facto, assimilabile ad un Ordine dinastico dei palatini. Dal 1983 il titolo di Vitéz è stato donato anche a coloro che si sono fatti promotori della cultura ed interessi dell'Ungheria uscendo dall'esclusività ereditaria.
I capitani generali dell’ordine sono stati:
| Capitani Generali dal 1920 | Capitani Generali dal 1920 | Capitani Generali dal 1920                         | Capitani Generali dal 1920 | Capitani Generali dal 1920 | Capitani Generali dal 1920                                                            |
| -------------------------- | -------------------------- | -------------------------------------------------- | -------------------------- | -------------------------- | ------------------------------------------------------------------------------------- |
| 1                          |                            | Vitéz Miklós Horthy de Nagybánya (1868–1957)       | 1920                       | 1957                       | Vice Ammiraglio e Reggente d'Ungheria                                                 |
| 2                          |                            | Vitéz Giuseppe Augusto d'Asburgo-Lorena            | 1957                       | 1962                       | Reggente d'Ungheria (1918-1919) e Presidente dell'accademia delle scienze (1936-1944) |
| 3                          |                            | Vitéz Ferenc Farkas de Kisbarnak (1892–1980)       | 1962                       | 1977                       | Comandante della divisione ricognitori del regno d'Ungheria (1941-1945)               |
| 4                          |                            | Vitéz Giuseppe Arpád d'Asburgo-Lorena              | 1977                       | 2017                       | Nipote di Giuseppe Augusto                                                            |
| 5                          |                            | Vitéz Arciduca Joseph Károly von Habsburg (1960– ) | 2017                       |                            | Figlio di Giuseppe Arpád                                                              |